# Balás Teofil Ferenc
Balás Teofil Ferenc (Párkány, 1795. május 27. – Bakonybél, 1878. június 5.) Benedek rendi szerzetes, gimnáziumigazgató.

## Élete
Középiskoláinak végeztével 1813. október 29-én a bencések rendjébe lépett. A teológiát Bécsben és Pannonhalmán végezte, 1823. szeptember 19-én pappá szentelték. 1819–1821. és 1823–1825-ig Komáromban, 1825–1827-ig Nagyszombatban, 1827–1838-ig Esztergomban tanárkodott és itt 1838–1846-ig gimnáziumi igazgató is volt. 1846–1847-ben Komáromban spiritualis; 1847–1850-ben ismét tanár Esztergomban; 1850–1854-ig komáromi spiritualis; 1854–1868-ig Nyalkán, Győr vármegyében plébánoshelyettes, 1873-ban alprior, 1875-től haláláig apát Bakonybélen.

## Művei
Értekezéseket írt Szeder Fábián János Uraniájába és más folyóiratokba, ill. egyházi beszédeket Szent István királyról, sz. Márton és Mór püspökről.
- Eucharisticon honoribus… princ. Alex. a Rudna… Strigonii, 1828
- Vota emin. ac. rev. dno cardinali Alex. principi a Rudna. Uo. 1829
- Carmen hon… Thomae Kovács archiabbatis… Uo. 1830
- Méltóságos mérei Mérey Sándor úrnak… Uo. 1832
- Lantos dal, melyet Krajner József úrnak nyújtott… Uo. 1834
- Rimes dal az esztergomi tanuló ifjusághoz intézve. Uo. 1836
- Cels. ac Rev. dno principi Jos. Kopácsy… devot. dicatum. Uo. 1839
- Lessus quo ill. ac. rev. dni Thomae Kovács… archiabbatis obitum in exequiis eiusdem… luxit. Jaurini, 1841
- Gyászhangok, néhai Kopácsy József herczegprimás hamvai fölött. Esztergom. 1847
- Örömhangok, melyekkel főm. herczeg nagy-kéri Scitovszky Ker. János beiktatását… ünneplé az esztergomi kir. tanoda. Győr. 1850
- Carmen honoribus ill. ac. rev. dni Joan. Chrys. Kruesz… Comaromii, 1866

Rudnay Sándor hercegprimás gyászemlékére is írt verset és beszédet. (Másokéval együtt Esztergomban 1831-ben jelentek meg.)
Hátrahagyott verseit és más kéziratait a pannonhalmi és a Szent Mauríciusz Monostor könyvtárában őrzik.